# Froðba
Froðba (dánul: Frodebø) település Feröer Suðuroy nevű szigetén. Közigazgatásilag Tvøroyri községhez tartozik.

## Földrajz
A sziget keleti partján, a Trongisvágsfjørður torkolatának északi részén fekszik, teljesen egybeépülve Tvøroyrivel.
A településen érdekes, hatszög alakú bazaltoszlopok találhatók; magasságuk eléri a 10 métert. A falu fölött emelkedik a Froðbiarnípa, egy 324 m magas hegyfok. Egy ösvény vezet fel a csúcsára, ahonnan lenyűgöző kilátás tárul a tengerre. A hegyfok alatt nyílik a Hól í Hellu nevű barlang. A közelében egy kőszénréteg figyelhető meg a kőzetben, amely a területet 50 millió éve borító erdő maradványa.

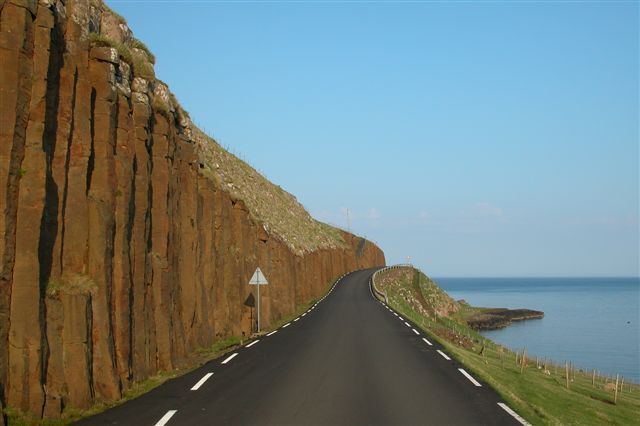
Bazaltképződmények

## Történelem
A falu a viking honfoglalás idejéből származik. A hagyomány szerint Froðba Feröer legrégebbi települése: egy Frode nevű dán király sodródott itt partra, és róla kapta a nevét.
Egykor itt állt az egyházközség temploma, azonban 1856-ban átvitték Tvøroyribe. (Ott később új templomot építettek, így ez a régi templom ma Sandvíkban áll.)

## Népesség
| Év              | Lakosság |
| --------------- | -------- |
| 1986. január 1. | 203      |
| 1991. január 1. | 187      |
| 1996. január 1. | 170      |
| 2001. január 1. | 151      |
| 2006. január 1. | 136      |

## Személyek
- Itt élt Poul F. Joensen (1898-1970) költő[3]